# Batalla de Jumonville Glen
La batalla de Jumonville Glen, o Suceso de Jumonville, fue una batalla de la guerra franco-india. Se libró el 28 de mayo de 1754 y se la considera como el comienzo de la guerra entre ingleses y franceses que se expandiría a Europa con el nombre de Guerra de los Siete Años.

## Sucesos previos
En marzo de 1754 el gobernador de Virginia Robert Dinwiddie ordenó al teniente coronel George Washington que reclutase al máximo número de hombres para reforzar la guarnición de un fuerte recientemente construido en la frontera con las colonias francesas. Consiguió reclutar a 186 hombres más un pequeño grupo de senecas, aliados de los británicos.
Durante el trayecto hacia el fuerte recibió noticias de que el capitán William Trent había sido forzado por los franceses a abandonar el fuerte. Entonces, Washington decidió fortificarse algunos kilómetros al sur y esperar órdenes. En esa zona, los franceses habían empezado a construir el Fort Duquesne, por lo que el gobernador francés envió a Joseph Coulon de Jumonville para que expulsase pacíficamente al pequeño destacamento de Washington pacíficamente.
Al enterarse el comandante inglés de que se acercaban los franceses, se prepararon para la batalla cavando trincheras. En la noche previa al día 27 de mayo tuvo que enviar a 75 hombres a perseguir a un grupo de 50 franceses que estaban amenazando la caravana de Christopher Gist. También mandó a un grupo de nativos a buscar a otro grupo de franceses. Estos encontraron el campamento de Villiers y enviaron un informe a Washington.

## La batalla
Washington y Tanacharison acordaron atacar el campamento francés ese mismo día. Tomaron posiciones en los alrededores y a las 7 de la tarde ordenaron atacar. La batalla fue breve, solo duró quince minutos, pero supuso la primera victoria de los colonos ingleses en la guerra. Los franceses sufrieron entre 10 y 12 bajas y 21 de ellos fueron capturados, mientras que los británicos solo perdieron un hombre.

## Consecuencias
Tras la batalla, Jumonville insistió en que Washington leyese unos papeles, los que le habían ordenado entregarle. Mientras el comandante británico los leía, Tanacharison asesinó a Jumonville, destrozándole la cabeza con un tomahawk.
Washington decidió entonces continuar su camino para construir la fortificación de Fort Necessity. Esto llevaría a una batalla el 3 de julio de ese mismo año, en la que los franceses consiguieron una gran victoria.